# Ламбрегтс, Хан
Йоханнес (Хан) Ламбрегтс (нидерл. Johannes "Han" Lambregts; 14 июля 1924, Зандам, Северная Голландия — 16 июня 1999, Бреда, Северный Брабант) — нидерландский футболист, игравший на позиции нападающего, выступал за амстердамский «Аякс».

## Спортивная карьера
Хан Ламбрегтс дебютировал в составе футбольного клуба «Аякс» в сезоне 1945/46. Первый матч в чемпионате нападающий провёл 14 апреля 1946 года против клуба «Де Волевейккерс». Игра завершилась вничью — 1:1.
В общей сложности Хан принял участие в четырёх матчах первенства Нидерландов. В последний раз в составе амстердамцев он выходил на поле 5 мая в матче с «Гермес» ДВС и отметился забитым голом.

## Личная жизнь
Отец — Франс Йоханнес Маринюс Ламбрегтс, мать — Гертрёйда Элизабет Бергеринг. Родители были родом из Амстердама, они поженились в сентябре 1922 года — на момент женитьбы отец был машинистом на торговом судне. В их семье было ещё двое детей: сын Албертюс и дочь Хендрика Йоханна.
Женился в возрасте тридцати лет — его супругой стала 26-летняя Афье Хендрика ван Ньивенхёйзен, уроженка Харлема. Их брак был зарегистрирован 16 сентября 1954 года в Амстердаме.
В 1953 году в Делфте получил диплом инженера по машиностроению.
Умер 16 июня 1999 года в городе Бреда в возрасте 74 лет.